# Silvarredonda (Cabana de Bergantiños)
Silvarredonda (llamada oficialmente San Pedro da Silvarredonda) es una parroquia y una aldea española del municipio de Cabana de Bergantiños, en la provincia de La Coruña, Galicia. 

## Otras denominaciones
La parroquia también es conocida por el nombre de San Pedro de Silvarredonda.

## Entidades de población
Entidades de población que forman parte de la parroquia:
- Avieira (A Avieira)
- Baneira
- Braña de Silvarredonda (A Braña)
- Calabanda
- Paradoa
- Pedra (A Pedra)
- Penela (A Penela)
- Silvarredonda

## Demografía

### Parroquia
| Gráfica de evolución demográfica de Silvarredonda (parroquia) entre 2000 y 2018 |
|                                                                                 |
| Datos según el nomenclátor publicado por el INE.                                |

### Aldea
| Gráfica de evolución demográfica de Silvarredonda (aldea) entre 2000 y 2018 |
|                                                                             |
| Datos según el nomenclátor publicado por el INE.                            |